# 郭底村墓群
郭底村墓群，位于中国河北省廊坊市郭底村，为廊坊市大城县的一个省级文物保护单位，类型为古墓葬，公布时间为1993年7月15日。
郭底村墓群的历史年代为宋代。